# Idiocera punctata
Idiocera punctata là một loài ruồi trong họ Limoniidae. Chúng phân bố ở miền Cổ bắc.